# District de Vác
Le district de Vác (hongrois : Váci járás) est un des 18 districts du comitat de Pest en Hongrie. Il compte 67 781 habitants et rassemble 18 localités : 16 communes et 2 villes dont Vác, son chef-lieu.
Cette entité existait déjà auparavant, jusqu'à la réforme territoriale de 1983.

## Localités
- Acsa
- Csörög
- Csővár
- Galgagyörk
- Kisnémedi
- Kosd
- Őrbottyán
- Penc
- Püspökhatvan
- Püspökszilágy
- Rád
- Sződ
- Sződliget
- Vác
- Vácduka
- Váchartyán
- Váckisújfalu
- Vácrátót